# Pulau Halang Belakang
Pulau Halang Belakang is een bestuurslaag in het regentschap Rokan Hilir van de provincie Riau, Indonesië. Pulau Halang Belakang telt 475 inwoners (volkstelling 2010).